# Gare d'Ermont-Halte
Ne doit pas être confondu avec Gare d'Ermont - Eaubonne.
La gare d'Ermont-Halte est une gare ferroviaire française de la ligne d'Ermont - Eaubonne à Valmondois, située dans la commune d'Ermont (département du Val-d'Oise).
Ouverte en 1876 par la Compagnie des chemins de fer du Nord, c'est aujourd'hui une gare de la Société nationale des chemins de fer français (SNCF) desservie par les trains de la ligne H du Transilien.

## Situation ferroviaire
Établie à 55 m d'altitude au niveau du sol naturel, elle se situe au point kilométrique (PK) 15,553 de la ligne d'Ermont - Eaubonne à Valmondois.

## Histoire
La ligne Paris - Lille fut ouverte le 20 juin 1846 par la Compagnie des chemins de fer du Nord. Cette ligne passait alors par la vallée de Montmorency avant de bifurquer vers le Nord-Est à Saint-Ouen-l'Aumône et de suivre la vallée de l'Oise. L'itinéraire actuel plus direct par la plaine de France et Chantilly n'a été mis en service qu'en 1859, n'accordant plus dès lors qu'un rôle de desserte secondaire à cet ancien itinéraire. La jonction Ermont - Valmondois via Saint-Leu-la-Forêt est ouverte en 1876, d'abord à voie unique, puis est doublée en 1889.
Sur le réseau Nord, l'électrification arrive sur la ligne Paris - Lille via Creil le 9 décembre 1958 puis sur la ligne Paris - Bruxelles via Compiègne et Paris - Mitry - Crépy-en-Valois en 1963.
La modernisation de l'itinéraire Paris-Nord - Pontoise est alors lancée avec pour but d'améliorer les performances de cette ligne dont la fréquentation est en hausse constante avec l'urbanisation croissante de la banlieue Nord et de faire disparaître les locomotives à vapeur 141 TC tractant les robustes mais spartiates voitures de type Nord à la fin de 1970. En avril/mai 1969, la traction électrique est en service sur Paris - Pontoise et Pontoise - Creil accompagnée de la signalisation par block automatique lumineux. Puis finalement, c'est au tour de l'antenne Ermont - Eaubonne - Valmondois en décembre 1970.
La gare possède des parkings.
Des travaux d'accessibilité, commencés en janvier 2017, ont permis, notamment, le rehaussement des quais, la création de deux ascenseurs et l'installation de toilettes.

## Fréquentation
De 2015 à 2023, les estimations de la SNCF sont les suivantes :
| Année         | 2015    | 2016    | 2017    | 2018      | 2019      | 2020    | 2021    | 2022    | 2023    |
| ------------- | ------- | ------- | ------- | --------- | --------- | ------- | ------- | ------- | ------- |
| Fréquentation | 914 634 | 939 831 | 959 969 | 1 022 305 | 1 036 432 | 426 707 | 857 109 | 937 689 | 966 246 |

## Services voyageurs

### Desserte
Elle est desservie par les trains du réseau Paris-Nord du Transilien.

### Intermodalité
La gare n'est desservie par aucune ligne de bus.

## Patrimoine ferroviaire
Le bâtiment voyageurs d'Ermont-Halte correspond à un plan-type de la Compagnie du Nord érigé spécifiquement sur la ligne d'Ermont-Eaubonne à Valmondois, avec une aile basse et un corps de logis perpendiculaire. L'aile basse ne comporte que trois travées et la marquise en bois attenante était plus courte que celle des autres bâtiments de gares de cette famille. L'entrée côté rue a par la suite été réaménagée et une annexe a été adjointe à l'aile haute.

## Galerie de photographies

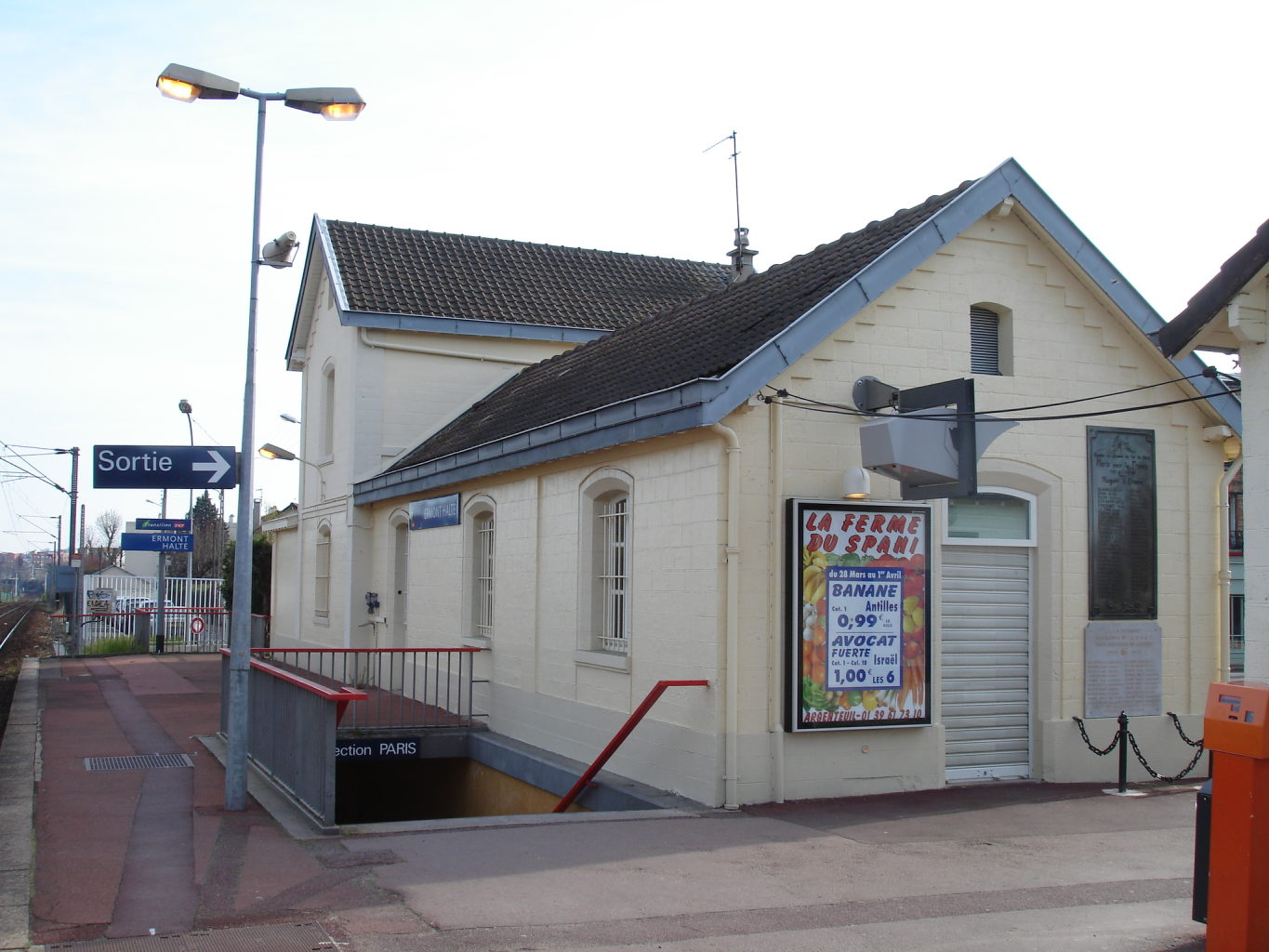
Bâtiment voyageurs.
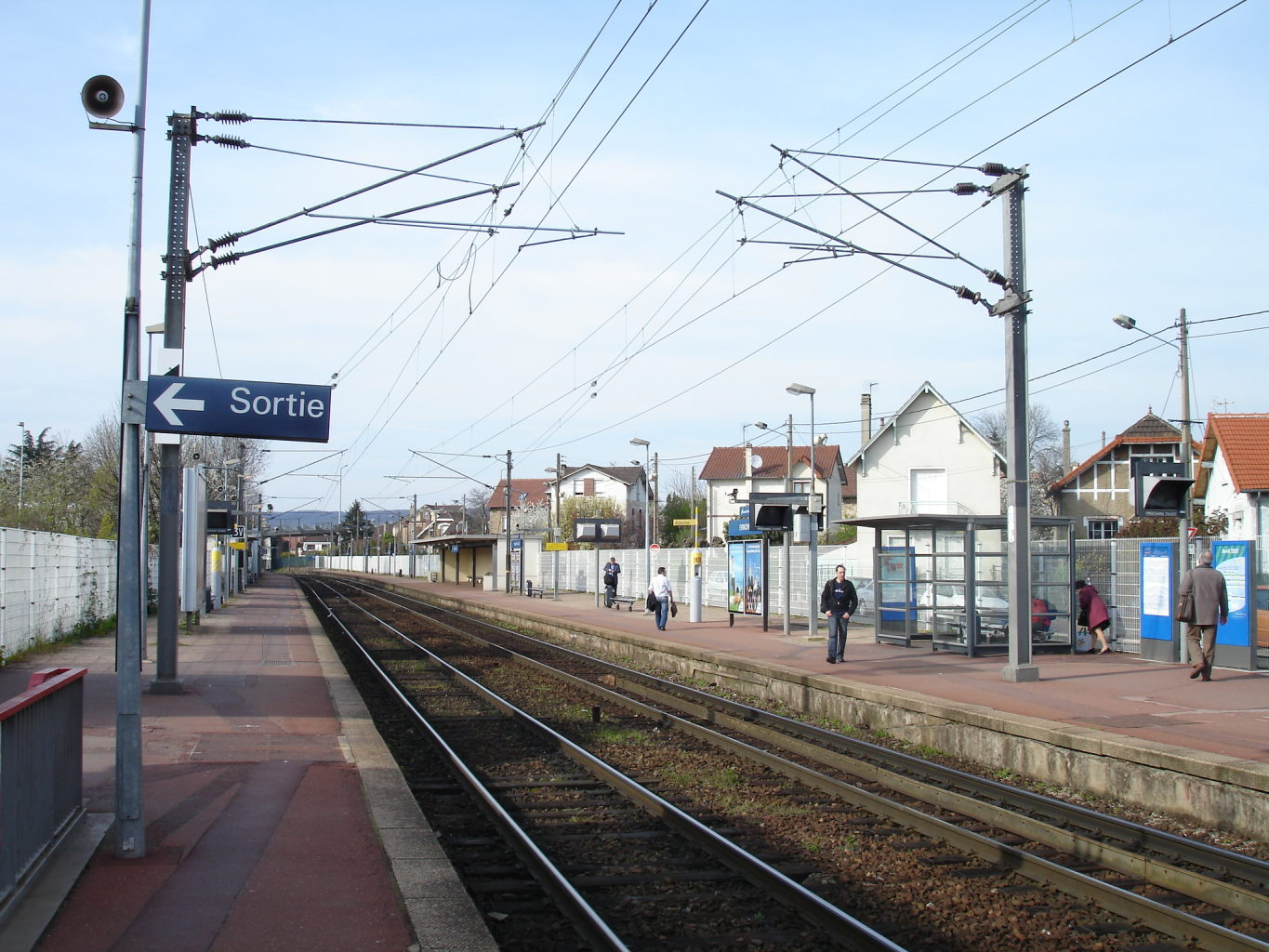
Quais de la gare.
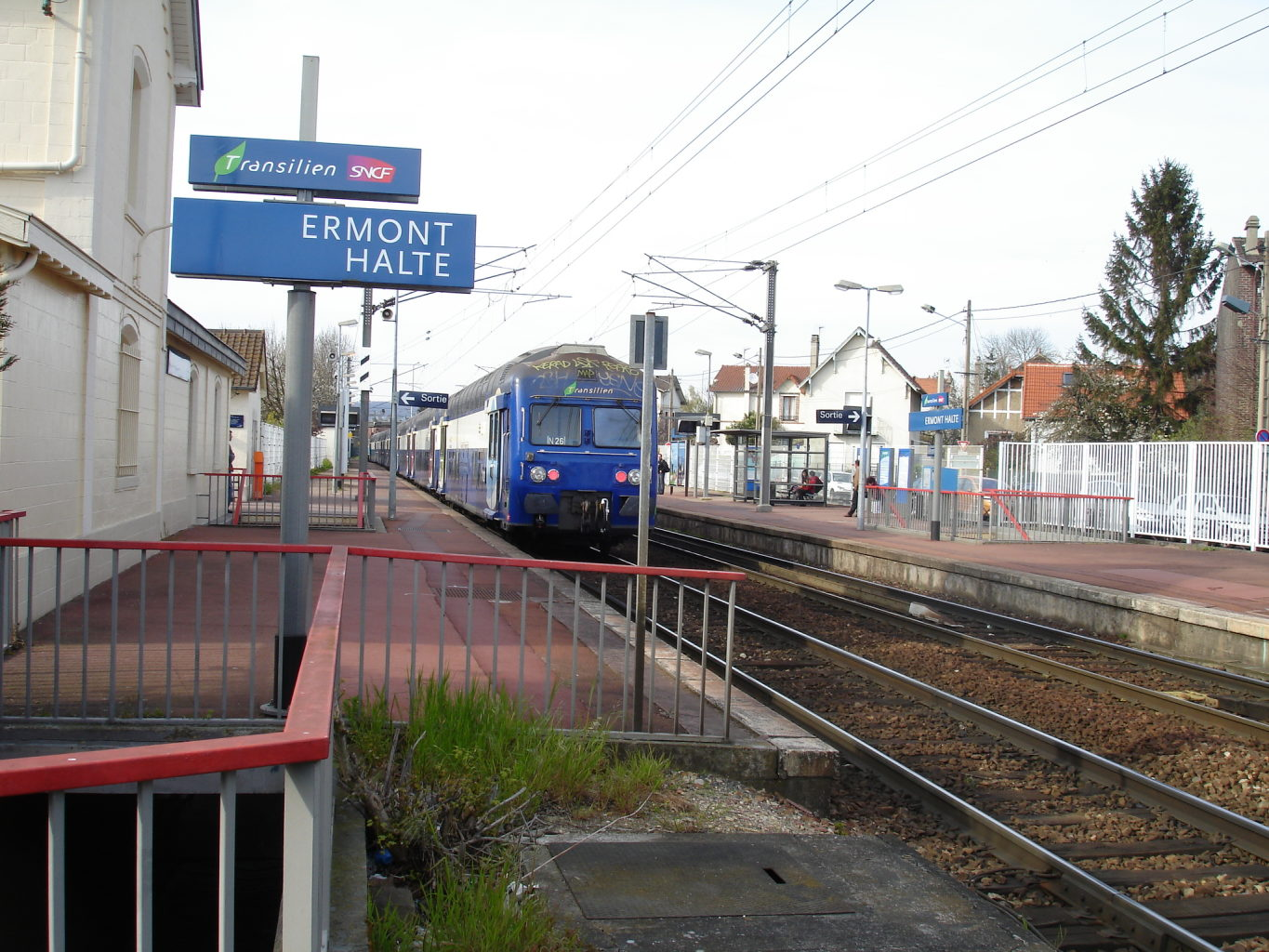
Arrivée d'une rame VB 2N en direction de Saint-Leu-la-Forêt.
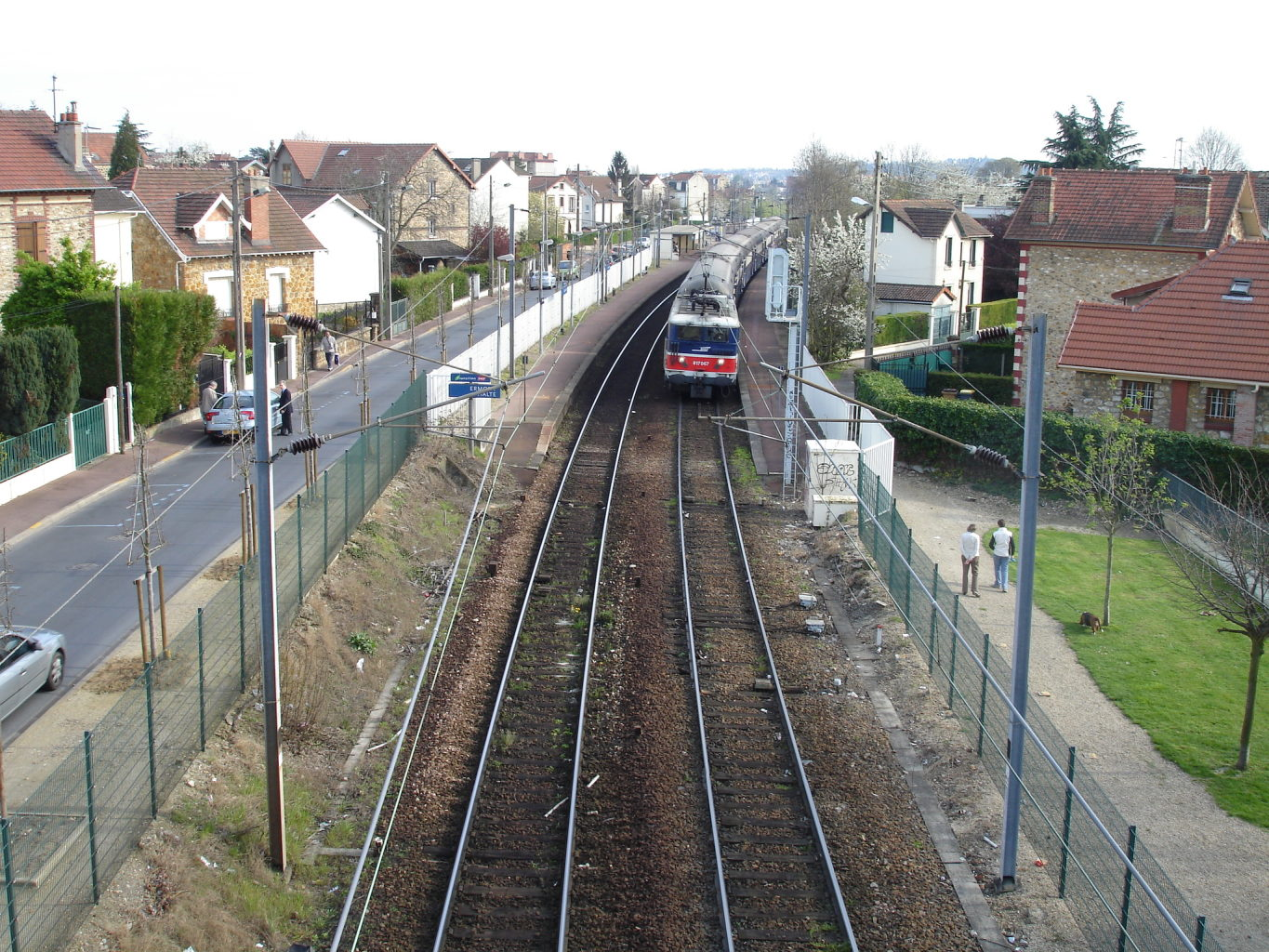
Arrivée d'une rame VB 2N en direction de Saint-Leu-la-Forêt.
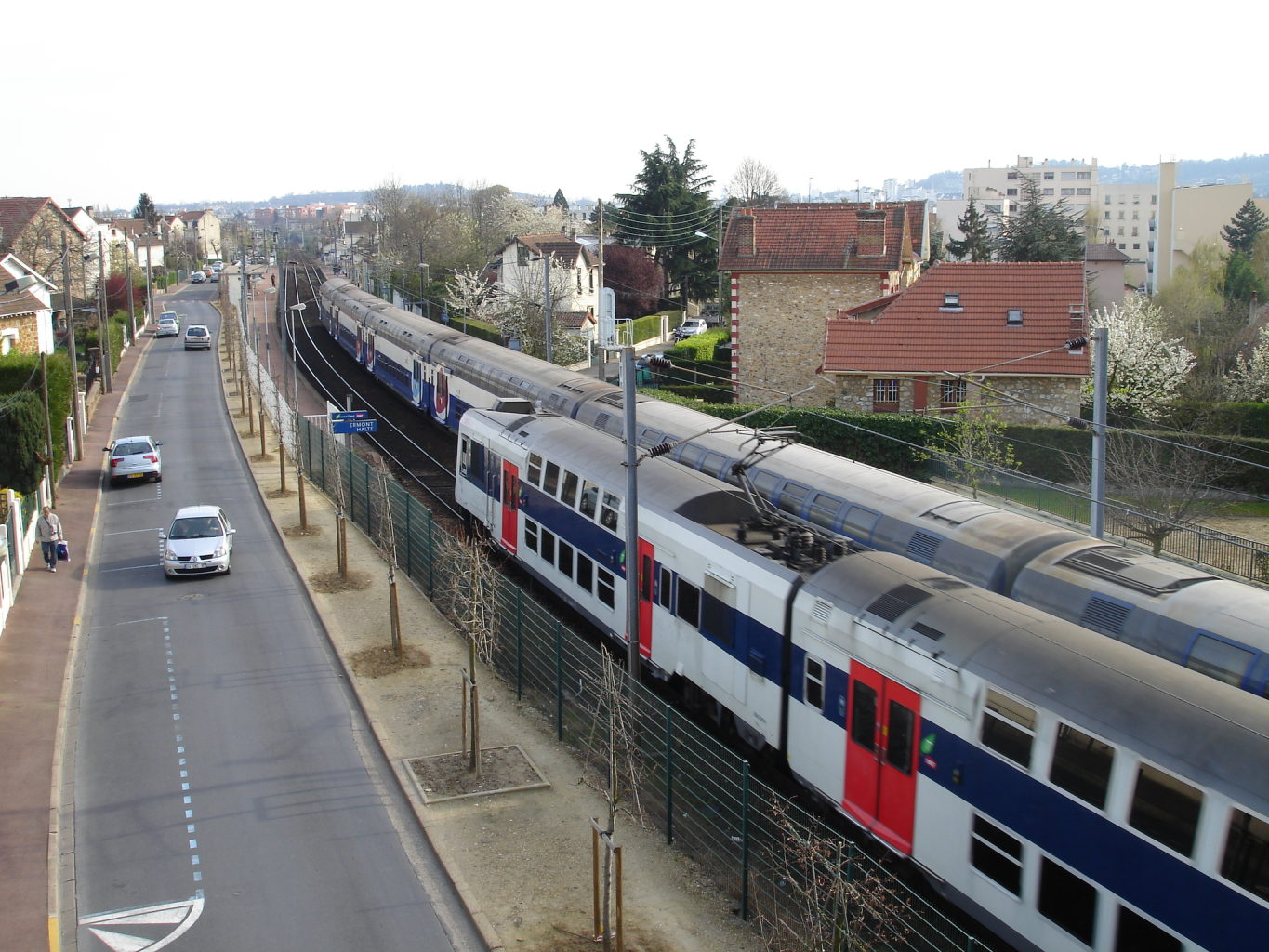
Rame automotrice Z 20900 en direction de Paris.
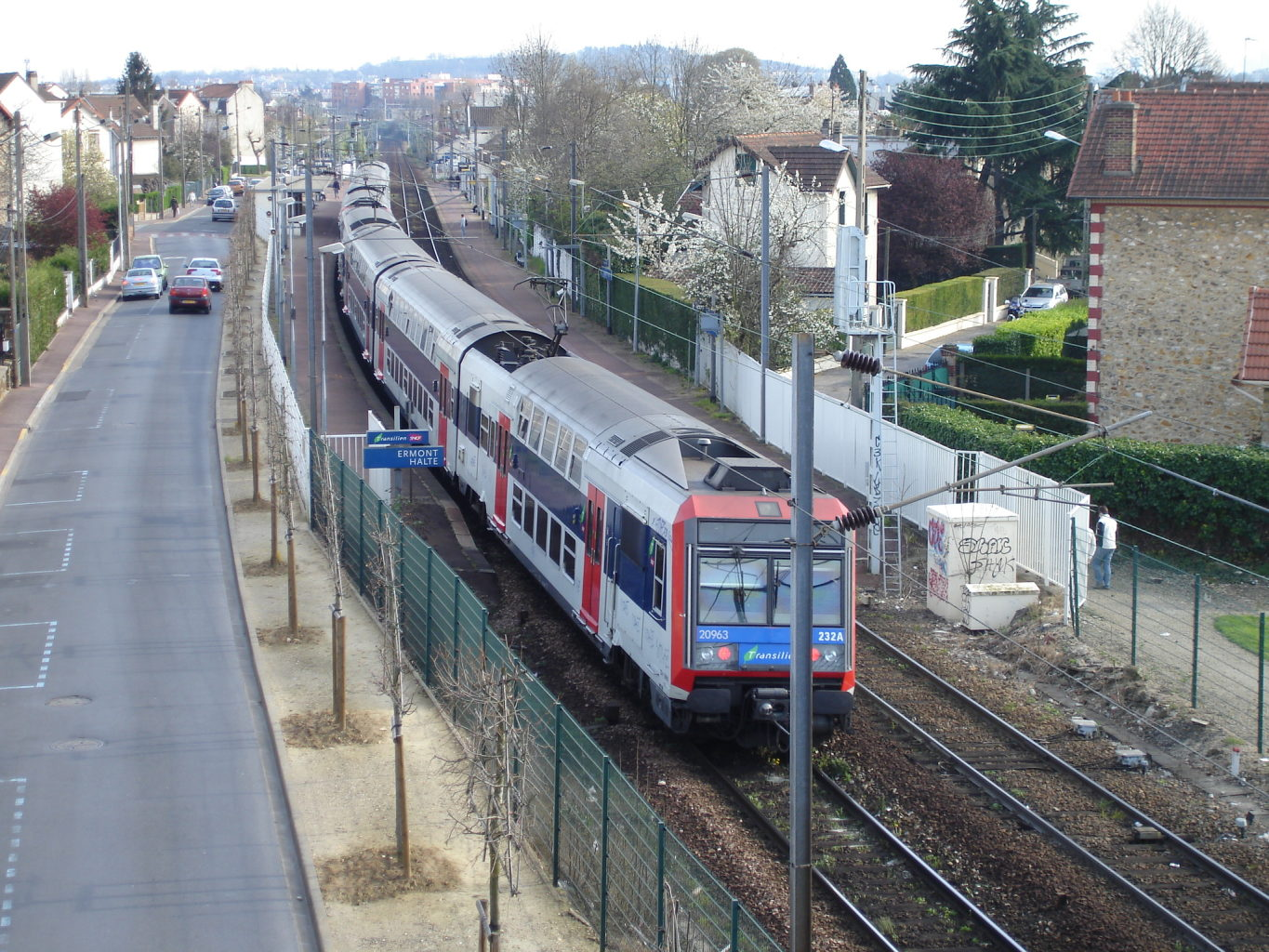
Rame automotrice Z 20900 en direction de Paris.